# Svjetsko prvenstvo u alpskom skijanju 2001.
36. svjetsko prvenstvo u alpskom skijanju održano je u St. Antonu u Austriji od 21. siječnja do 10. veljače 2001. godine.